# Малиновка (Аромашевський район)
Мали́новка (рос. Малиновка) — село у складі Аромашевського району Тюменської області, Росія.
Населення — 479 осіб (2010, 696 у 2002).
Національний склад станом на 2002 рік:
- росіяни — 91 %